# FK Luhačovice
FK Luhačovice je český fotbalový klub z města Luhačovice, který byl založen v roce 1913 pod názvem SKL Luhačovice. Od sezóny 2009/10 hraje Přebor Zlínského kraje (5. nejvyšší soutěž). V ročníku 2016/17 v této soutěži zvítězil, postupu do Divize D však nevyužil.
Své domácí zápasy odehrává na stadionu v Luhačovicích.
Působil zde mj. Karel Humpál, který hrál ve 30. a 40. letech v nejvyšší soutěži za klub Baťa Zlín.

## Historické názvy
Zdroj: 
- 1913 – SKL Luhačovice (Sportovní klub lázně Luhačovice)
- 1948 – DSO Slovan Luhačovice (Dobrovolná sportovní organizace Slovan Luhačovice)
- 1956 – TJ Slovan Luhačovice (Tělovýchovná jednota Slovan Luhačovice)
- 1988 – TJ JZD Zálesí Luhačovice (Tělovýchovná jednota Jednotné zemědělské družstvo Zálesí Luhačovice)
- 1997 – FK Luhačovice (Fotbalový klub Luhačovice)

## Umístění v jednotlivých sezonách
Zdroj: 
Legenda: Z - zápasy, V - výhry, R - remízy, P - porážky, VG - vstřelené góly, OG - obdržené góly, +/- - rozdíl skóre, B - body, červené podbarvení - sestup, zelené podbarvení - postup, fialové podbarvení - reorganizace, změna skupiny či soutěže
| Československo (1992 – 1993) |                                        |        |    |    |       |    |    |    |     |    |        |
| Sezóny                       | Liga                                   | Úroveň | Z  | V  | R     | P  | VG | OG | +/- | B  | Pozice |
| 1992/93                      | Okresní přebor Zlínska                 | 8      | 26 | 5  | 12    | 9  | 43 | 48 | −5  | 22 | 12.    |
| Česko (1993 – )              |                                        |        |    |    |       |    |    |    |     |    |        |
| Sezóny                       | Liga                                   | Úroveň | Z  | V  | R     | P  | VG | OG | +/- | B  | Pozice |
| ...                          |                                        |        |    |    |       |    |    |    |     |    |        |
| 1998/99                      | I. B třída Středomoravské župy – sk. B | 7      | 26 | 12 | 6     | 8  | 57 | 40 | +17 | 42 | 4.     |
| ...                          |                                        |        |    |    |       |    |    |    |     |    |        |
| 2001/02                      | I. A třída Středomoravské župy – sk. A | 6      | 26 | 18 | 5     | 3  | 64 | 26 | +38 | 59 | 2.     |
| 2002/03                      | Přebor Zlínského kraje                 | 5      | 30 | 11 | 7     | 12 | 44 | 47 | −3  | 40 | 9.     |
| 2003/04                      | Přebor Zlínského kraje                 | 5      | 30 | 10 | 7     | 13 | 37 | 42 | −5  | 37 | 13.    |
| 2004/05                      | I. A třída Zlínského kraje – sk. A     | 6      | 26 | 14 | 10    | 2  | 46 | 29 | +17 | 52 | 1.     |
| 2005/06                      | Přebor Zlínského kraje                 | 5      | 30 | 12 | 6     | 12 | 63 | 60 | +3  | 42 | 8.     |
| 2006/07                      | Přebor Zlínského kraje                 | 5      | 28 | 5  | 8     | 15 | 22 | 54 | −32 | 23 | 14.    |
| 2007/08                      | Přebor Zlínského kraje                 | 5      | 30 | 4  | 8     | 18 | 31 | 61 | −30 | 20 | 16.    |
| 2008/09                      | I. A třída Zlínského kraje – sk. B     | 6      | 26 | 18 | 3     | 5  | 59 | 28 | +31 | 57 | 1.     |
| 2009/10                      | Přebor Zlínského kraje                 | 5      | 30 | 11 | 7     | 12 | 47 | 47 | 0   | 40 | 9.     |
| 2010/11                      | Přebor Zlínského kraje                 | 5      | 30 | 13 | 7     | 10 | 54 | 40 | +14 | 46 | 6.     |
| 2011/12                      | Přebor Zlínského kraje                 | 5      | 30 | 15 | 5     | 10 | 62 | 55 | +7  | 50 | 6.     |
| 2012/13                      | Přebor Zlínského kraje                 | 5      | 26 | 11 | 3     | 12 | 58 | 50 | +8  | 36 | 8.     |
| 2013/14                      | Přebor Zlínského kraje                 | 5      | 26 | 12 | 2     | 12 | 57 | 54 | +3  | 38 | 6.     |
| 2014/15                      | Přebor Zlínského kraje                 | 5      | 26 | 10 | 2 / 2 | 12 | 54 | 51 | +3  | 36 | 7.     |
| 2015/16                      | Přebor Zlínského kraje                 | 5      | 26 | 13 | 4 / 2 | 7  | 53 | 40 | +13 | 49 | 3.     |
| 2016/17                      | Přebor Zlínského kraje                 | 5      | 26 | 18 | 3 / 2 | 3  | 59 | 25 | +34 | 62 | 1.     |
| 2017/18                      | Přebor Zlínského kraje                 | 5      | 26 | 15 | 1 / 2 | 8  | 57 | 31 | +26 | 49 | 3.     |
| 2018/19                      | Přebor Zlínského kraje                 | 5      | 26 | 15 | 4 / 3 | 4  | 64 | 25 | +39 | 56 | 2.     |
| ** 2019/20                   | Přebor Zlínského kraje                 | 5      | 13 | 6  | 2 / 3 | 2  | 35 | 19 | +16 | 25 | 4.     |
| ** 2020/21                   | Přebor Zlínského kraje                 | 5      | 8  | 7  | 0     | 1  | 21 | 12 | +9  | 22 | 1.     |
| 2021/22                      | Přebor Zlínského kraje                 | 5      | 26 | 12 | 5     | 9  | 46 | 43 | +3  | 41 | 5.     |
| 2022/23                      | Přebor Zlínského kraje                 | 5      | 26 | 9  | 8     | 9  | 40 | 37 | +3  | 35 | 8.     |
| 2023/24                      | Přebor Zlínského kraje                 | 5      | 26 | 11 | 5     | 10 | 49 | 48 | +1  | 38 | 7.     |
| 2024/25                      | Přebor Zlínského kraje                 | 5      | 26 | 8  | 5     | 13 | 30 | 45 | -15 | 29 | 9.     |

Poznámka:
- Od sezony 2014/15 se ve Zlínském kraji hraje tímto způsobem: Pokud zápas skončí nerozhodně, kope se penaltový rozstřel. Jeho vítěz bere 2 body, poražený pak jeden bod. Za výhru po 90 minutách jsou 3 body, za prohru po 90 minutách není žádný bod.

**= sezona předčasně ukončena z důvodu pandemie covidu-19

## FK Luhačovice „B“
FK Luhačovice „B“ je rezervním týmem Luhačovic, který se pohybuje v okresních soutěžích.

### Umístění v jednotlivých sezonách
Legenda: Z - zápasy, V - výhry, R - remízy, P - porážky, VG - vstřelené góly, OG - obdržené góly, +/- - rozdíl skóre, B - body, červené podbarvení - sestup, zelené podbarvení - postup, fialové podbarvení - reorganizace, změna skupiny či soutěže
| Česko (2008 – ) |                                    |        |    |    |       |    |     |    |      |    |        |
| Sezóny          | Liga                               | Úroveň | Z  | V  | R     | P  | VG  | OG | +/-  | B  | Pozice |
| 2008/09         | Základní třída Zlínska – sk. C     | 10     | 24 | 19 | 2     | 3  | 88  | 29 | +59  | 59 | 1.     |
| 2009/10         | Okresní soutěž Zlínska – sk. B     | 9      | 26 | 13 | 5     | 8  | 60  | 49 | +11  | 44 | 2.     |
| 2010/11         | Okresní soutěž Zlínska – sk. B     | 9      | 26 | 8  | 7     | 11 | 54  | 58 | -4   | 31 | 8.     |
| 2011/12         | Okresní soutěž Zlínska – sk. B     | 9      | 26 | 11 | 3     | 12 | 70  | 58 | +12  | 36 | 7.     |
| 2012/13         | Okresní soutěž Zlínska – sk. B     | 9      | 26 | 11 | 4     | 11 | 61  | 64 | -3   | 37 | 8.     |
| 2013/14         | Okresní soutěž Zlínska – sk. B     | 9      | 26 | 10 | 8     | 8  | 73  | 52 | +21  | 38 | 5.     |
| 2014/15         | Okresní soutěž Zlínska – sk. B     | 9      | 26 | 18 | 0 / 2 | 6  | 84  | 29 | +55  | 56 | 2.     |
| 2015/16         | Okresní soutěž Zlínska – sk. B     | 9      | 26 | 20 | 0 / 2 | 4  | 103 | 34 | +69  | 62 | 1.     |
| 2016/17         | Okresní přebor Zlínska             | 8      | 26 | 14 | 3 / 3 | 6  | 76  | 37 | +39  | 51 | 4.     |
| 2017/18         | Okresní přebor Zlínska             | 8      | 26 | 21 | 2 / 2 | 1  | 137 | 29 | +108 | 69 | 1.     |
| 2018/19         | I. B třída Zlínského kraje – sk. C | 7      | 26 | 14 | 3 / 1 | 8  | 73  | 48 | +25  | 49 | 3.     |
| ** 2019/20      | I. B třída Zlínského kraje – sk. B | 7      | 13 | 5  | 2 / 1 | 5  | 28  | 26 | +2   | 20 | 7.     |
| ** 2020/21      | I. B třída Zlínského kraje – sk. B | 7      | 9  | 1  | 2     | 6  | 10  | 25 | -15  | 13 | 5.     |

Poznámka:
- Od sezony 2014/15 se ve Zlínském kraji hraje tímto způsobem: Pokud zápas skončí nerozhodně, kope se penaltový rozstřel. Jeho vítěz bere 2 body, poražený pak jeden bod. Za výhru po 90 minutách jsou 3 body, za prohru po 90 minutách není žádný bod.

**= sezona předčasně ukončena z důvodu pandemie covidu-19